# Lunar Knights: Vampire Hunters
Lunar Knights: Vampire Hunters (2006) är titeln på ett spel utvecklat av det japanska företaget Konami. Spelet ingår i spelserien kallad Boktai men i sista stund ändrades namnet till Lunar Knights. Spelet är avsett att användas tillsammans med en Nintendo DS. Spelet saknar den ljussensor som var utmärkande för de första titlarna i denna spelserie.